# Lista över matchresultat i Elitserien i ishockey 1983/1984
Lista över matchresultat i grundserien av Elitserien i ishockey 1983/1984. Ligan inleddes den 22 september 1983 och avslutades 11 mars 1984.
| Nr | Lag                 | S  | V  | O  | F  | GM  | IM  | MS  | P  |
| -- | ------------------- | -- | -- | -- | -- | --- | --- | --- | -- |
| 1  | AIK                 | 36 | 19 | 6  | 11 | 141 | 114 | +27 | 44 |
| 2  | Djurgårdens IF (RM) | 36 | 18 | 5  | 13 | 144 | 123 | +21 | 41 |
| 3  | IF Björklöven       | 36 | 15 | 10 | 11 | 140 | 121 | +19 | 40 |
| 4  | Södertälje SK       | 36 | 17 | 6  | 13 | 157 | 154 | +3  | 40 |
| 5  | Färjestad BK        | 36 | 16 | 6  | 14 | 130 | 134 | −4  | 38 |
| 6  | Skellefteå AIK      | 36 | 15 | 5  | 16 | 132 | 122 | +10 | 35 |
| 7  | Leksands IF         | 36 | 14 | 7  | 15 | 147 | 140 | +7  | 35 |
| 8  | Brynäs IF           | 36 | 12 | 8  | 16 | 140 | 140 | 0   | 32 |
| 9  | Modo AIK            | 36 | 12 | 7  | 17 | 131 | 148 | −17 | 31 |
| 10 | Västra Frölunda     | 36 | 8  | 8  | 20 | 129 | 195 | −66 | 24 |

## Matcher
| Datum Match Resultat Publik Spelplan Omgång 1 - 22 september 1983 AIK-Västra Frölunda IF 6-0 (3-0, 0-0, 3-0) 5128 Johanneshovs Isstadion - 22 september 1983 Brynäs IF-Djurgårdens IF 3-4 (1-2, 0-0, 2-2) 6573 Gavlerinken - 22 september 1983 Färjestads BK-Skellefteå AIK 4-1 (1-1, 2-0, 1-0) 4118 Färjestads Ishall - 22 september 1983 Leksands IF-Södertälje SK 3-4 (0-2, 2-0, 1-2) 4318 Leksands Isstadion - 22 september 1983 Modo AIK-IF Björklöven 1-4 (0-2, 0-1, 1-1) 5137 Kempehallen Omgång 2 - 25 september 1983 IF Björklöven-AIK 3-3 (0-1, 1-2, 2-0) 4247 Umeå ishall - 25 september 1983 Djurgårdens IF-Modo AIK 6-3 (1-1, 1-1, 4-1) 6949 Johanneshovs Isstadion - 25 september 1983 Skellefteå AIK-Leksands IF 4-4 (3-3, 1-1, 0-0) 4267 Skellefteå isstadion - 25 september 1983 Södertälje SK-Brynäs IF 5-3 (3-0, 1-0, 1-3) 7652 Scaniarinken - 27 september 1983 Västra Frölunda IF-Färjestads BK 2-2 (2-0, 0-0, 0-2) 7514 Scandinavium Omgång 3 - 29 september 1983 Brynäs IF-Skellefteå AIK 6-4 (1-1, 4-1, 1-2) 3745 Gavlerinken - 29 september 1983 Djurgårdens IF-IF Björklöven 4-4 (1-2, 0-1, 3-1) 6710 Johanneshovs Isstadion - 29 september 1983 Färjestads BK-AIK 2-3 (0-1, 2-1, 0-1) 5585 Färjestads Ishall - 29 september 1983 Leksands IF-Västra Frölunda IF 8-2 (2-0, 1-1, 5-1) 3093 Leksands Isstadion - 29 september 1983 Modo AIK-Södertälje SK 5-1 (1-1, 2-0, 2-0) 3843 Kempehallen Omgång 4 - 2 oktober 1983 AIK-Leksands IF 3-5 (1-1, 2-2, 0-2) 6545 Johanneshovs Isstadion - 2 oktober 1983 IF Björklöven-Färjestads BK 3-6 (2-3, 1-2, 0-1) 4032 Umeå ishall - 2 oktober 1983 Västra Frölunda IF-Brynäs IF 5-5 (3-1, 2-2, 0-2) 5773 Scandinavium - 2 oktober 1983 Skellefteå AIK-Modo AIK 10-3 (2-0, 6-0, 2-3) 4122 Skellefteå isstadion - 2 oktober 1983 Södertälje SK-Djurgårdens IF 6-5 (4-2, 1-1, 1-2) 7972 Scaniarinken Omgång 5 - 6 oktober 1983 Brynäs IF-IF Björklöven 5-4 (2-1, 1-2, 2-1) 4566 Gavlerinken - 6 oktober 1983 Djurgårdens IF-Skellefteå AIK 4-2 (0-0, 1-0, 3-2) 5627 Johanneshovs Isstadion - 6 oktober 1983 Leksands IF-Färjestads BK 5-3 (1-1, 3-0, 1-2) 4509 Leksands Isstadion - 6 oktober 1983 Modo AIK-Västra Frölunda IF 5-8 (1-1, 1-2, 3-5) 3487 Kempehallen - 6 oktober 1983 Södertälje SK-AIK 2-3 (0-0, 1-3, 1-0) 7043 Scaniarinken Omgång 6 - 9 oktober 1983 AIK-Modo AIK 7-2 (2-0, 2-1, 3-1) 4244 Johanneshovs Isstadion - 9 oktober 1983 IF Björklöven-Leksands IF 2-2 (1-0, 1-1, 0-1) 4104 Umeå ishall - 9 oktober 1983 Västra Frölunda IF-Djurgårdens IF 5-2 (2-0, 2-2, 1-0) 7303 Scandinavium - 9 oktober 1983 Färjestads BK-Brynäs IF 2-2 (1-1, 1-1, 0-0) 4411 Färjestads Ishall - 18 oktober 1983 Skellefteå AIK-Södertälje SK 2-4 (1-2, 1-0, 0-2) 4127 Skellefteå isstadion Omgång 7 - 13 oktober 1983 Brynäs IF-Leksands IF 6-2 (2-1, 2-1, 2-0) 7583 Gavlerinken - 13 oktober 1983 Djurgårdens IF-AIK 4-4 (1-3, 2-0, 1-1) 9866 Johanneshovs Isstadion - 13 oktober 1983 Modo AIK-Färjestads BK 4-1 (2-0, 1-0, 1-1) 2735 Kempehallen - 13 oktober 1983 Skellefteå AIK-IF Björklöven 4-4 (4-1, 0-2, 0-1) 5521 Skellefteå isstadion - 13 oktober 1983 Södertälje SK-Västra Frölunda IF 7-4 (3-0, 2-2, 2-2) 5781 Scaniarinken Omgång 8 - 16 oktober 1983 AIK-Brynäs IF 6-6 (3-1, 0-3, 3-2) 6584 Johanneshovs Isstadion - 16 oktober 1983 IF Björklöven-Södertälje SK 6-2 (2-0, 2-1, 2-1) 4316 Umeå ishall - 16 oktober 1983 Västra Frölunda IF-Skellefteå AIK 1-6 (1-2, 0-0, 0-4) 6194 Scandinavium - 16 oktober 1983 Färjestads BK-Djurgårdens IF 1-4 (0-1, 1-2, 0-1) 5342 Färjestads Ishall - 16 oktober 1983 Leksands IF-Modo AIK 3-5 (1-1, 1-3, 1-1) 3752 Leksands Isstadion Omgång 9 - 20 oktober 1983 Djurgårdens IF-Leksands IF 8-7 (6-1, 0-4, 2-2) 9275 Johanneshovs Isstadion - 20 oktober 1983 Västra Frölunda IF-IF Björklöven 1-7 (0-3, 0-3, 1-1) 4110 Scandinavium - 20 oktober 1983 Modo AIK-Brynäs IF 3-2 (1-0, 2-1, 0-1) 3846 Kempehallen - 20 oktober 1983 Skellefteå AIK-AIK 2-4 (0-0, 2-1, 0-3) 3717 Skellefteå isstadion - 20 oktober 1983 Södertälje SK-Färjestads BK 8-2 (2-1, 3-0, 3-1) 5929 Scaniarinken Omgång 10 - 23 oktober 1983 AIK-Skellefteå AIK 5-3 (2-1, 1-1, 2-1) 4566 Johanneshovs Isstadion - 23 oktober 1983 IF Björklöven-Västra Frölunda IF 6-6 (1-4, 1-1, 4-1) 4183 Umeå ishall - 23 oktober 1983 Brynäs IF-Modo AIK 6-3 (0-1, 2-1, 4-1) 5064 Gavlerinken - 23 oktober 1983 Färjestads BK-Södertälje SK 6-3 (0-1, 3-0, 3-2) 4499 Färjestads Ishall - 23 oktober 1983 Leksands IF-Djurgårdens IF 3-7 (3-2, 0-3, 0-2) 5928 Leksands Isstadion Omgång 11 - 25 oktober 1983 Skellefteå AIK-Västra Frölunda IF 6-2 (1-0, 3-1, 2-1) 3382 Skellefteå isstadion - 27 oktober 1983 Brynäs IF-AIK 3-1 (3-0, 0-1, 0-0) 7331 Gavlerinken - 27 oktober 1983 Djurgårdens IF-Färjestads BK 8-4 (1-3, 5-1, 2-0) 6735 Johanneshovs Isstadion - 27 oktober 1983 Modo AIK-Leksands IF 6-1 (2-0, 1-0, 3-1) 3753 Kempehallen - 27 oktober 1983 Södertälje SK-IF Björklöven 4-6 (0-1, 2-2, 2-3) 6279 Scaniarinken Omgång 12 - 30 oktober 1983 AIK-Djurgårdens IF 1-4 (1-2, 0-0, 0-2) 9866 Johanneshovs Isstadion - 30 oktober 1983 IF Björklöven-Skellefteå AIK 2-5 (2-0, 0-0, 0-5) 4450 Umeå ishall - 30 oktober 1983 Västra Frölunda IF-Södertälje SK 4-4 (2-2, 0-1, 2-1) 4800 Scandinavium - 30 oktober 1983 Färjestads BK-Modo AIK 2-4 (0-1, 1-2, 1-1) 3203 Färjestads Ishall - 30 oktober 1983 Leksands IF-Brynäs IF 4-2 (1-1, 2-0, 1-1) 5269 Leksands Isstadion Omgång 13 - 3 november 1983 Brynäs IF-Färjestads BK 4-5 (2-2, 2-2, 0-1) 4410 Gavlerinken - 3 november 1983 Djurgårdens IF-Västra Frölunda IF 0-3 (0-2, 0-1, 0-0) 6732 Johanneshovs Isstadion - 3 november 1983 Leksands IF-IF Björklöven 1-1 (0-1, 1-0, 0-0) 4011 Leksands Isstadion - 3 november 1983 Modo AIK-AIK 1-3 (1-2, 0-0, 0-1) 5262 Kempehallen - 3 november 1983 Södertälje SK-Skellefteå AIK 5-3 (3-0, 0-3, 2-0) 5917 Scaniarinken Omgång 14 - 8 november 1983 Västra Frölunda IF-Modo AIK 10-5 (4-2, 2-2, 4-1) 5014 Scandinavium - 10 november 1983 AIK-Södertälje SK 3-4 (2-3, 1-1, 0-0) 8462 Johanneshovs Isstadion - 10 november 1983 IF Björklöven-Brynäs IF 4-4 (2-2, 0-0, 2-2) 3560 Umeå ishall - 10 november 1983 Färjestads BK-Leksands IF 6-5 (4-2, 1-3, 1-0) 4919 Färjestads Ishall - 10 november 1983 Skellefteå AIK-Djurgårdens IF 3-5 (3-2, 0-1, 0-2) 4523 Skellefteå isstadion Omgång 15 - 13 november 1983 Brynäs IF-Västra Frölunda IF 10-3 (1-0, 6-1, 3-2) 4090 Gavlerinken - 13 november 1983 Djurgårdens IF-Södertälje SK 8-4 (4-0, 4-2, 0-2) 9866 Johanneshovs Isstadion - 13 november 1983 Färjestads BK-IF Björklöven 2-3 (0-1, 0-2, 2-0) 3973 Färjestads Ishall - 13 november 1983 Leksands IF-AIK 3-2 (3-2, 0-0, 0-0) 4996 Leksands Isstadion - 13 november 1983 Modo AIK-Skellefteå AIK 4-4 (3-2, 0-1, 1-1) 3518 Kempehallen Omgång 16 - 17 november 1983 AIK-Färjestads BK 3-2 (0-1, 2-0, 1-1) 4437 Johanneshovs Isstadion - 17 november 1983 IF Björklöven-Djurgårdens IF 3-0 (1-0, 2-0, 0-0) 4186 Umeå ishall - 17 november 1983 Västra Frölunda IF-Leksands IF 6-3 (4-3, 1-0, 1-0) 6824 Scandinavium - 17 november 1983 Skellefteå AIK-Brynäs IF 0-3 (0-1, 0-1, 0-1) 3781 Skellefteå isstadion - 17 november 1983 Södertälje SK-Modo AIK 5-3 (1-1, 3-1, 1-1) 5130 Scaniarinken Omgång 17 - 20 november 1983 AIK-IF Björklöven 2-2 (1-0, 1-1, 0-1) 5814 Johanneshovs Isstadion - 20 november 1983 Brynäs IF-Södertälje SK 1-3 (0-0, 1-3, 0-0) 6885 Gavlerinken - 20 november 1983 Färjestads BK-Västra Frölunda IF 8-2 (2-0, 2-1, 4-1) 4608 Färjestads Ishall - 20 november 1983 Leksands IF-Skellefteå AIK 0-2 (0-0, 0-1, 0-1) 3033 Leksands Isstadion - 20 november 1983 Modo AIK-Djurgårdens IF 5-5 (3-3, 1-2, 1-0) 3707 Kempehallen Omgång 18 - 23 november 1983 Djurgårdens IF-Brynäs IF 3-2 (0-1, 2-0, 1-1) 3468 Johanneshovs Isstadion - 24 november 1983 IF Björklöven-Modo AIK 5-4 (2-2, 1-2, 2-0) 3852 Umeå ishall - 24 november 1983 Västra Frölunda IF-AIK 3-6 (2-1, 0-2, 1-3) 5395 Scandinavium - 24 november 1983 Skellefteå AIK-Färjestads BK 4-2 (2-1, 0-1, 2-0) 2976 Skellefteå isstadion - 24 november 1983 Södertälje SK-Leksands IF 4-4 (1-1, 1-1, 2-2) 6719 Scaniarinken | Omgång 19 - 27 november 1983 Brynäs IF-Skellefteå AIK 3-5 (0-3, 0-1, 3-1) 2984 Gavlerinken - 27 november 1983 Djurgårdens IF-Södertälje SK 8-3 (2-1, 2-0, 4-2) 8233 Johanneshovs Isstadion - 27 november 1983 Färjestads BK-IF Björklöven 3-2 (1-1, 1-1, 1-0) 3730 Färjestads Ishall - 27 november 1983 Leksands IF-Västra Frölunda IF 10-2 (3-1, 3-0, 4-1) 2868 Leksands Isstadion - 27 november 1983 Modo AIK-AIK 3-4 (3-0, 0-3, 0-1) 2817 Kempehallen Omgång 20 - 1 december 1983 AIK-Färjestads BK 3-3 (0-0, 3-2, 0-1) 4249 Johanneshovs Isstadion - 1 december 1983 IF Björklöven-Djurgårdens IF 2-2 (0-1, 0-0, 2-1) 3767 Umeå ishall - 1 december 1983 Västra Frölunda IF-Modo AIK 2-2 (1-0, 0-0, 1-2) 3082 Scandinavium - 1 december 1983 Skellefteå AIK-Leksands IF 3-0 (1-0, 0-0, 2-0) 4058 Skellefteå isstadion - 1 december 1983 Södertälje SK-Brynäs IF 4-1 (1-0, 1-1, 2-0) 6496 Scaniarinken Omgång 21 - 4 december 1983 AIK-IF Björklöven 6-2 (2-1, 4-0, 0-1) 5227 Johanneshovs Isstadion - 4 december 1983 Brynäs IF-Djurgårdens IF 4-3 (1-2, 0-0, 3-1) 6303 Gavlerinken - 4 december 1983 Färjestads BK-Västra Frölunda IF 8-2 (2-0, 3-2, 3-0) 4362 Färjestads Ishall - 4 december 1983 Leksands IF-Södertälje SK 6-5 (2-1, 2-3, 2-1) 3747 Leksands Isstadion - 4 december 1983 Modo AIK-Skellefteå AIK 1-3 (0-1, 0-2, 1-0) 3055 Kempehallen Omgång 22 - 7 december 1983 Södertälje SK-Modo AIK 2-9 (1-4, 1-3, 0-2) 4292 Scaniarinken - 8 december 1983 IF Björklöven-Brynäs IF 8-2 (5-1, 2-0, 1-1) 3772 Umeå ishall - 8 december 1983 Djurgårdens IF-Leksands IF 4-3 (3-2, 0-1, 1-0) 8101 Johanneshovs Isstadion - 8 december 1983 Västra Frölunda IF-AIK 4-5 (3-1, 0-1, 1-3) 4180 Scandinavium - 8 december 1983 Skellefteå AIK-Färjestads BK 2-4 (1-1, 1-2, 0-1) 4323 Skellefteå isstadion Omgång 23 - 6 januari 1984 AIK-Skellefteå AIK 5-1 (1-0, 2-0, 2-1) 4377 Johanneshovs Isstadion - 6 januari 1984 Färjestads BK-Södertälje SK 4-4 (1-2, 1-1, 2-1) 5325 Färjestads Ishall - 6 januari 1984 Leksands IF-Brynäs IF 4-3 (3-1, 1-1, 0-1) 6001 Leksands Isstadion - 6 januari 1984 Modo AIK-IF Björklöven 5-3 (2-0, 2-1, 1-2) 4207 Kempehallen - 8 januari 1984 IF Björklöven-Leksands IF 1-5 (0-1, 0-2, 1-2) 3458 Umeå ishall Omgång 24 - 8 januari 1984 Brynäs IF-Modo AIK 4-4 (0-1, 2-2, 2-1) 2838 Gavlerinken - 8 januari 1984 Djurgårdens IF-Färjestads BK 3-4 (2-0, 0-3, 1-1) 5112 Johanneshovs Isstadion - 8 januari 1984 Skellefteå AIK-Västra Frölunda IF 3-5 (0-2, 1-2, 2-1) 3431 Skellefteå isstadion - 8 januari 1984 Södertälje SK-AIK 5-5 (0-2, 4-2, 1-1) 7316 Scaniarinken - 10 januari 1984 Västra Frölunda IF-Djurgårdens IF 6-3 (2-1, 1-0, 3-2) 4196 Scandinavium Omgång 25 - 12 januari 1984 AIK-Djurgårdens IF 6-4 (0-0, 3-3, 3-1) 9866 Johanneshovs Isstadion - 12 januari 1984 Västra Frölunda IF-Södertälje SK 7-8 (4-3, 0-2, 3-3) 5565 Scandinavium - 12 januari 1984 Färjestads BK-Brynäs IF 5-5 (1-2, 4-2, 0-1) 4180 Färjestads Ishall - 12 januari 1984 Modo AIK-Leksands IF 7-4 (2-2, 2-1, 3-1) 3420 Kempehallen - 12 januari 1984 Skellefteå AIK-IF Björklöven 5-4 (2-0, 0-2, 3-2) 4831 Skellefteå isstadion Omgång 26 - 15 januari 1984 IF Björklöven-Västra Frölunda IF 3-5 (2-0, 1-2, 0-3) 3387 Umeå ishall - 15 januari 1984 Brynäs IF-AIK 4-5 (2-3, 2-0, 0-2) 5161 Gavlerinken - 15 januari 1984 Djurgårdens IF-Modo AIK 4-1 (2-0, 1-0, 1-1) 4934 Johanneshovs Isstadion - 15 januari 1984 Leksands IF-Färjestads BK 4-4 (1-2, 0-1, 3-1) 3276 Leksands Isstadion - 15 januari 1984 Södertälje SK-Skellefteå AIK 4-4 (1-1, 1-2, 2-1) 5495 Scaniarinken Omgång 27 - 19 januari 1984 AIK-Leksands IF 4-6 (0-3, 2-1, 2-2) 6655 Johanneshovs Isstadion - 19 januari 1984 Västra Frölunda IF-Brynäs IF 1-5 (0-1, 0-0, 1-4) 8004 Scandinavium - 19 januari 1984 Färjestads BK-Modo AIK 6-2 (0-0, 6-2, 0-0) 3630 Färjestads Ishall - 19 januari 1984 Skellefteå AIK-Djurgårdens IF 4-2 (1-1, 1-0, 2-1) 3912 Skellefteå isstadion - 19 januari 1984 Södertälje SK-IF Björklöven 5-6 (2-2, 2-2, 1-2) 4661 Scaniarinken Omgång 28 - 22 januari 1984 IF Björklöven-Södertälje SK 3-5 (0-2, 3-1, 0-2) 3790 Umeå ishall - 22 januari 1984 Brynäs IF-Västra Frölunda IF 8-3 (4-3, 2-0, 2-0) 3573 Gavlerinken - 22 januari 1984 Djurgårdens IF-Skellefteå AIK 8-2 (4-0, 2-0, 2-2) 5446 Johanneshovs Isstadion - 22 januari 1984 Leksands IF-AIK 1-4 (0-0, 0-0, 1-4) 4817 Leksands Isstadion - 22 januari 1984 Modo AIK-Färjestads BK 2-5 (1-2, 0-3, 1-0) 3207 Kempehallen Omgång 29 - 26 januari 1984 AIK-Brynäs IF 4-5 (2-1, 0-2, 2-2) 5451 Johanneshovs Isstadion - 26 januari 1984 Västra Frölunda IF-IF Björklöven 4-4 (1-1, 2-2, 1-1) 3290 Scandinavium - 26 januari 1984 Färjestads BK-Leksands IF 5-4 (1-1, 4-1, 0-2) 4845 Färjestads Ishall - 26 januari 1984 Modo AIK-Djurgårdens IF 5-0 (0-0, 3-0, 2-0) 2727 Kempehallen - 26 januari 1984 Skellefteå AIK-Södertälje SK 5-3 (2-0, 1-2, 2-1) 3551 Skellefteå isstadion Omgång 30 - 29 januari 1984 IF Björklöven-Skellefteå AIK 6-1 (2-0, 2-0, 2-1) 4450 Umeå ishall - 29 januari 1984 Brynäs IF-Färjestads BK 8-2 (3-0, 1-0, 4-2) 5232 Gavlerinken - 29 januari 1984 Djurgårdens IF-AIK 1-3 (1-0, 0-2, 0-1) 9866 Johanneshovs Isstadion - 29 januari 1984 Leksands IF-Modo AIK 4-4 (0-1, 3-1, 1-2) 3110 Leksands Isstadion - 29 januari 1984 Södertälje SK-Västra Frölunda IF 11-5 (5-0, 2-3, 4-2) 5564 Scaniarinken Omgång 31 - 23 februari 1984 AIK-Södertälje SK 6-3 (2-1, 2-1, 2-1) 6404 Johanneshovs Isstadion - 23 februari 1984 Västra Frölunda IF-Skellefteå AIK 3-3 (0-1, 2-1, 1-1) 3216 Scandinavium - 23 februari 1984 Färjestads BK-Djurgårdens IF 3-5 (0-2, 1-3, 2-0) 4721 Färjestads Ishall - 23 februari 1984 Leksands IF-IF Björklöven 7-3 (0-2, 5-0, 2-1) 3492 Leksands Isstadion - 23 februari 1984 Modo AIK-Brynäs IF 5-5 (2-3, 1-1, 2-1) 3213 Kempehallen Omgång 32 - 26 februari 1984 IF Björklöven-Modo AIK 4-3 (1-1, 2-1, 1-1) 3605 Umeå ishall - 26 februari 1984 Brynäs IF-Leksands IF 4-4 (1-0, 2-3, 1-1) 6997 Gavlerinken - 26 februari 1984 Djurgårdens IF-Västra Frölunda IF 2-2 (1-0, 1-1, 0-1) 4930 Johanneshovs Isstadion - 26 februari 1984 Skellefteå AIK-AIK 5-2 (1-0, 0-1, 4-1) 3548 Skellefteå isstadion - 26 februari 1984 Södertälje SK-Färjestads BK 5-3 (1-2, 2-1, 2-0) 5203 Scaniarinken Omgång 33 - 1 mars 1984 AIK-Västra Frölunda IF 7-4 (2-2, 2-1, 3-1) 3748 Johanneshovs Isstadion - 1 mars 1984 Brynäs IF-IF Björklöven 2-4 (0-1, 2-1, 0-2) 4797 Gavlerinken - 1 mars 1984 Färjestads BK-Skellefteå AIK 4-3 (1-1, 2-1, 1-1) 4196 Färjestads Ishall - 1 mars 1984 Leksands IF-Djurgårdens IF 4-6 (1-1, 2-4, 1-1) 5373 Leksands Isstadion - 1 mars 1984 Modo AIK-Södertälje SK 3-3 (1-0, 1-1, 1-2) 3469 Kempehallen Omgång 34 - 4 mars 1984 IF Björklöven-AIK 4-3 (4-0, 0-1, 0-2) 3752 Umeå ishall - 4 mars 1984 Djurgårdens IF-Brynäs IF 4-1 (2-0, 2-1, 0-0) 6927 Johanneshovs Isstadion - 4 mars 1984 Skellefteå AIK-Modo AIK 8-1 (2-0, 5-0, 1-1) 3785 Skellefteå isstadion - 4 mars 1984 Södertälje SK-Leksands IF 2-3 (1-0, 1-3, 0-0) 7151 Scaniarinken - 6 mars 1984 Västra Frölunda IF-Färjestads BK 2-3 (1-1, 0-1, 1-1) 7161 Scandinavium Omgång 35 - 8 mars 1984 Brynäs IF-Södertälje SK 2-6 (1-2, 1-1, 0-3) 3753 Gavlerinken - 8 mars 1984 Djurgårdens IF-IF Björklöven 1-3 (0-1, 1-0, 0-2) 5489 Johanneshovs Isstadion - 8 mars 1984 Färjestads BK-AIK 3-1 (0-0, 2-1, 1-0) 5715 Färjestads Ishall - 8 mars 1984 Leksands IF-Skellefteå AIK 4-2 (1-0, 2-2, 1-0) 3010 Leksands Isstadion - 8 mars 1984 Modo AIK-Västra Frölunda IF 3-1 (1-0, 1-1, 1-0) 5000 Kempehallen Omgång 36 - 11 mars 1984 AIK-Modo AIK 3-5 (1-4, 1-0, 1-1) 3459 Johanneshovs Isstadion - 11 mars 1984 IF Björklöven-Färjestads BK 9-1 (1-0, 3-0, 5-1) 4450 Umeå ishall - 11 mars 1984 Västra Frölunda IF-Leksands IF 4-11 (1-4, 3-3, 0-4) 2467 Scandinavium - 11 mars 1984 Skellefteå AIK-Brynäs IF 8-1 (2-1, 3-0, 3-0) 2415 Skellefteå isstadion - 11 mars 1984 Södertälje SK-Djurgårdens IF 4-3 (1-1, 2-1, 1-1) 8517 Scaniarinken |